# Estación Quenumá
Quenumá era una estación ferroviaria ubicada en la localidad homónima, partido de Salliqueló, Provincia de Buenos Aires, Argentina.

## Ubicación
La estación se encuentra a 544 km de la Ciudad Autónoma de Buenos Aires.

## Servicios
No presta servicios de pasajeros ni de cargas. Sus vías se encuentran sin uso y en estado de abandono.